# Chadar, the Ice Trail
Chadar, the Ice Trail is een bergfilm van Jean-Michel Corillion uit het jaar 2010.
De film toont het leven van de bewoners in Zanskar, een verborgen vallei in de Indiase Himalaya in de Indiase provincie Ladakh. Dit gebied is tijdens de acht maanden durende winter volledig afgesloten. Het enige contact met de buitenwereld kan gelegd worden door een gevaarlijke tocht over de 120 kilometer lange bevroren rivier, de Chadar route. 

## Award
De film heeft de Kamera Alpin in Gold 2010 gewonnen op het Internationales Berg & Abenteuer Filmfestival in  het Oostenrijkse Graz.